# Atxondo
Atxondo és un municipi de Biscaia, a la comarca de Duranguesat. Es va formar amb les anteiglesias d'Apatamonasterio, Arrazola i Axpe, fusionades el 1962. Limita al nord amb Abadiño i Elorrio; al sud amb Aramaio (Àlaba); a l'est amb Elorrio i a l'oest amb Abadiño.

## Eleccions municipals 2007
Cinc partits van concórrer a les eleccions municipals de 2007; EAJ-PNB, EAE-ANV, PSE-EE, PP i EB-ARALAR. Aquests van ser els resultats: 
- Eusko Abertzale Ekintza - Acció Nacionalista Basca : 429 vots (5 escons)
- Eusko Alderdi Jeltzalea - Partit Nacionalista Basc : 331 vots (4 escons)
- Partit Socialista d'Euskadi - Euskadiko Ezkerra: 51 vots (0 escons)
- Ezker Batua - Aralar: 23 vots (0 escons)
- Partit Popular : 20 vots (0 escons)

Això va donar com vencedor a l'actual alcalde de la localitat, David Cobos, per part de EAE-ANV, a l'assolir 5 escons, enfront dels 4 que van assolir els jeltzales d'EAJ-PNB. Tant Socialistes, com EB-ARALAR com Populars van quedar sense representació en l'ajuntament, havent una enorme diferència de vots entre aquests tres partits, i els dos que van quedar primers.

## Toponímia
L'etimologia del topònim Atxondo pot venir d'e Atz, roca, penya i ondo, "al costat de", és a dir, "al costat de la penya".